# 执达官 (法语圈)

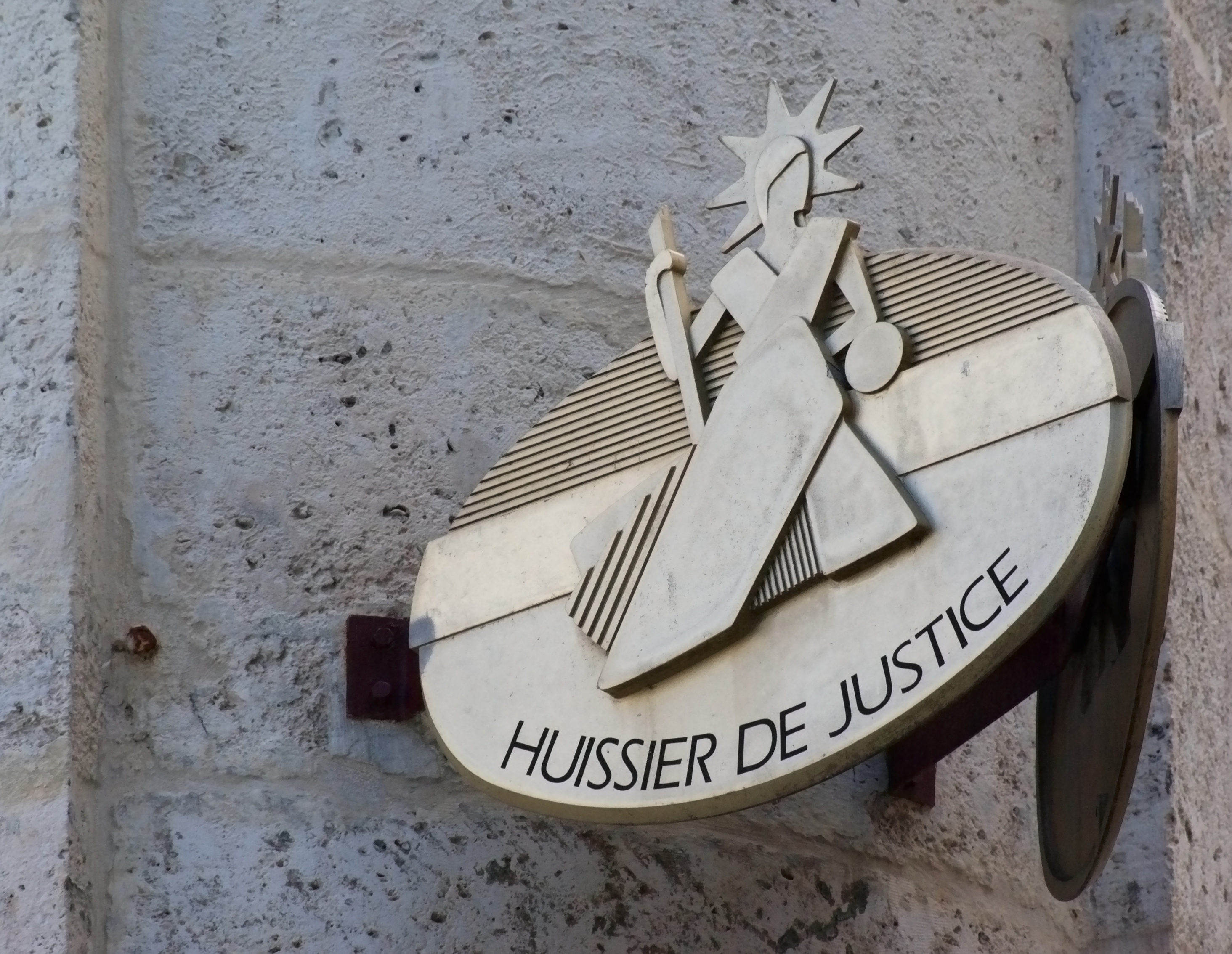
法國昂古莱姆的执达官標誌

执达官（法語：huissier de justice，發音：[ɥisje də ʒystis] ⓘ）是法國、盧森堡、比利時、加拿大魁北克省及瑞士的一種法院人員，一般由法官委任（法國則由司法部長委任）。
英格蘭及美國法律體系中的執達吏及法律程序文件送達人與之類似。在加拿大魁北克省，执达官即執達吏（英語：bailiff）。在其他地區，該職位亦有譯為司法人員（英語：judicial officer）。
法國的該職位已於2022年7月1日改稱司法專員。